# Mostkovice
Mostkovice település Csehországban, a Prostějovi járásban. Mostkovice Bílovice-Lutotín, Plumlov, Ohrozim, Smržice, Kostelec na Hané, Krumsín, Lešany, Seloutky és Prostějov településekkel határos. Lakosainak száma 1617 fő (2024. január 1.).

## Népesség
A település lakosságának változását az alábbi diagram mutatja:
| Lakosok száma | 885  | 1055 | 1351 | 1724 | 1415 | 1294 | 1554 | 1570 | 1597 | 1617 |
|               | 1869 | 1890 | 1921 | 1950 | 1980 | 2001 | 2017 | 2019 | 2022 | 2024 |